# 구점원

구점원

구점원(九點圓, 영어: nine-point circle)은 삼각형의 각 변의 중점, 각 꼭짓점에서 마주보는 변에 내린 수선의 발, 각 꼭짓점과 수심을 이은 선분의 중점을 지나는 원이다.

## 성질

### 기본 성질
삼각형 ABC에서, 수심을 H, 외심을 O, A에서 BC에 내린 수선의 발을 HA, BC의 중점을 M, AH의 중점을 P라 하자.
- PM은 구점원의 지름이다.

구점원은 P, HA, M을 지나며 {\displaystyle \angle {PH_{A}M}=90^{\circ }}이므로 PM은 구점원의 지름이다.
- AO와 PM이 평행하다.

AH=2OM(세르보어의 정리 참고)이므로 AP=OM이고, AP와 OM은 BC와 수직하므로 평행이다.
따라서 APMO는 평행사변형이므로 AO와 PM은 평행하다.

### 포이어바흐 정리
삼각형의 구점원은 삼각형의 내접원, 세 방접원과 접한다.
이때 삼각형의 내접원과 구접원의 접점을 포이어바흐 점이라 한다.

### 오일러 직선
구점원의 중심은 수심, 외심, 무게중심과 한 직선 위에 있으며, 이 직선을 오일러 직선이라 한다.

### 그 외
정삼각형의 내접원과 구점원은 일치한다. 따라서 정삼각형은 외심, 내심, 무게중심, 수심, 구점원의 중심이 모두 한 점이다.